# 1986 QJ1
1986 QJ1 är en asteroid i huvudbältet som upptäcktes den 27 augusti 1986 av den belgiske astronomen Henri Debehogne vid La Silla-observatoriet.
Den har en diameter på ungefär 8 kilometer och den tillhör asteroidgruppen Adeona.